# باب المكينة
باب الماكينة هو مدخل لمعمل صناعة الأسلحة بالمغرب قديما . وهو مرصع ومزخرف بأجزاء و معدات الأسلحة كالقذائف الكروية للمدافع المرتبة في أعلى اليمين و الشمال . وكذا السيوف 

وغيرها و بابها الحديدي رمز للصلابة و المهابة .شكلها الهندسي غاية في الجمال والروعة .كانت إلى غاية التسعينات في ممر الراجلين الخارجين من فاس الجديد أو الداخلين إليه .وعلى ذكر فاس الجديد فإنه كان السوق التجاري الممتاز لدى أهل فاس .
باب المكينة هي بوابة تاريخية لفاس، المملكة المغربية. تقع باب المكينة شمال فاس الجديد ومقابلة لقصبة شراردة التاريخية.
تحتضن ساحة باب المكينة كل صيف جزءا من فعاليات مهرجان الموسيقى الروحية.[بحاجة لمصدر]

## هوامش
1. ↑  "https://www.hespress.com/%D9%85%D8%A7%D8%B6%D9%8A-%D8%A8%D8%A7%D8%A8-%D8%A7%D9%84%D9%85%D9%83%D9%8A%D9%86%D8%A9-%D8%A7%D9%84%D8%B9%D8%B3%D9%83%D8%B1%D9%8A-%D9%8A%D8%B4%D9%87%D8%AF-%D8%B9%D9%84%D9%89-%D8%A7%D9%84%D8%B1-1173432.html". {{استشهاد ويب}}: الوسيط |مسار= غير موجود أو فارع (مساعدة) وروابط خارجية في |عنوان= (مساعدة)
2. ↑  "Hespress - هسبريس جريدة إلكترونية مغربية". Hespress - هسبريس جريدة إلكترونية مغربية. مؤرشف من الأصل في 2025-07-15. اطلع عليه بتاريخ 2025-07-25.